# Acústico Jota Quest
Acústico Jota Quest (também conhecido pelo subtítulo Músicas para Cantar Junto) é o quarto álbum ao vivo, o quinto DVD e o primeiro em formato acústico da banda de pop rock brasileira Jota Quest, gravado em 11 e 12 de maio de 2017 nos estúdios Quanta, São Paulo, e lançado em 22 de setembro do mesmo ano pela Sony Music, nos formatos CD, DVD e download digital. O álbum conta com as participações de Marcelo Falcão e Milton Nascimento, e conta com os maiores sucessos da banda, além de três canções inéditas: "Morrer de Amor", "A Vida e Outras Histórias" e "Você Precisa de Alguém".

## Lista de faixas
| Versão física |                                               |                                                     |         |  |
| N.º           | Título                                        | Compositor(es)                                      | Duração |  |
| 1.            | "Dias Melhores"                               | Rogério Flausino                                    | 5:19    |  |
| 2.            | "O Que Eu Também Não Entendo"                 | Flausino Fernanda Mello                             | 4:15    |  |
| 3.            | "Pra Quando Você Se Lembrar de Mim"           | Wilson Sideral                                      | 4:17    |  |
| 4.            | "Encontrar Alguém"                            | Marco Túlio Lara Flausino                           | 3:34    |  |
| 5.            | "Morrer de Amor"                              | Alexandre Carlo                                     | 3:27    |  |
| 6.            | "Amor Maior"                                  | Flausino                                            | 3:55    |  |
| 7.            | "O Sol[a]" (com Milton Nascimento)            | Antonio Julio Nastácia                              | 6:29    |  |
| 8.            | "Do Seu Lado"                                 | Nando Reis                                          | 5:23    |  |
| 9.            | "Fácil"                                       | Sideral Flausino                                    | 3:49    |  |
| 10.           | "A Vida e Outras Histórias"                   | Lara Cris Simões Tibless Leoni                      | 3:38    |  |
| 11.           | "Um Dia Pra Não Se Esquecer"                  | Flausino PJ Chris Leon Jerry Barnes Katie Tucker    | 3:19    |  |
| 12.           | "Você Precisa de Alguém" (com Marcelo Falcão) | Falcão                                              | 4:06    |  |
| 13.           | "Dentro de Um Abraço"                         | PJ Flausino Barnes Martha Medeiros                  | 5:22    |  |
| 14.           | "Só Hoje"                                     | Flausino Mello                                      | 5:07    |  |
| 15.           | "Blecaute"                                    | Márcio Buzelin Barnes Flausino Sideral Nile Rodgers | 3:47    |  |
| 16.           | "As Dores do Mundo"                           | Hyldon                                              | 5:05    |  |

| DVD e versão digital |                                               |                                                                             |         |  |
| N.º                  | Título                                        | Compositor(es)                                                              | Duração |  |
| 1.                   | "Dias Melhores"                               |                                                                             |         |  |
| 2.                   | "O Que Eu Também Não Entendo"                 |                                                                             |         |  |
| 3.                   | "Pra Quando Você Se Lembrar de Mim"           |                                                                             |         |  |
| 4.                   | "Encontrar Alguém"                            |                                                                             |         |  |
| 5.                   | "Mandou Bem"                                  | Gigi Fábio O'Brian Buzelin Paulinho Fonseca Flausino PJ Rodgers Barnes Lara | 4:59    |  |
| 6.                   | "Mais Uma Vez"                                | PJ Flausino Mello                                                           | 3:36    |  |
| 7.                   | "Morrer de Amor"                              |                                                                             |         |  |
| 8.                   | "Amor Maior"                                  |                                                                             |         |  |
| 9.                   | "Pretty Baby"                                 | Lara Flausino Barnes                                                        | 4:15    |  |
| 10.                  | "Na Moral"                                    | Lara Flausino Play Sideral                                                  | 6:11    |  |
| 11.                  | "Daqui Só Se Leva o Amor"                     | Flausino                                                                    | 3:37    |  |
| 12.                  | "O Sol" (com Milton Nascimento)               |                                                                             |         |  |
| 13.                  | "Do Seu Lado"                                 |                                                                             |         |  |
| 14.                  | "Vem Andar Comigo"                            | Flausino                                                                    | 4:34    |  |
| 15.                  | "Fácil"                                       |                                                                             |         |  |
| 16.                  | "A Vida e Outras Histórias"                   |                                                                             |         |  |
| 17.                  | "Sempre Assim[b]"                             | Lara Flausino                                                               | 5:56    |  |
| 18.                  | "Um Dia Pra Não Se Esquecer"                  |                                                                             |         |  |
| 19.                  | "Você Precisa de Alguém" (com Marcelo Falcão) |                                                                             |         |  |
| 20.                  | "De Volta ao Planeta[c]"                      | Lara PJ Flausino                                                            | 4:05    |  |
| 21.                  | "O Vento" (feat. Daniel Latorre)              | Buzelin                                                                     | 4:05    |  |
| 22.                  | "Dentro de Um Abraço"                         |                                                                             |         |  |
| 23.                  | "Só Hoje"                                     |                                                                             |         |  |
| 24.                  | "Blecaute"                                    |                                                                             |         |  |
| 25.                  | "As Dores do Mundo"                           |                                                                             |         |  |

## Músicos participantes

#### Jota Quest
- Rogério Flausino: voz e violão
- Marco Túlio Lara: violão de 6 e 12 cordas, dobro, slide guitar, harmônica e vocal de apoio
- Márcio Buzelin: piano, órgão Hammond, clavinet, Mellotron e sintetizador
- PJ: baixo
- Paulinho Fonseca: bateria

#### Músicos de apoio
- Liminha: produção musical, violão, resonator e slide guitar
- Play e Tibless: vocais de apoio
- Danilo Skilo: percussão
- Fabrício Hernane (PopBone): trombone
- Moisés Nazaré: trompete e flugelhorn
- Jacques Anderson (Jake): sax tenor e barítono
- Daniel Latorre: órgão Hammond em "O Vento"

#### Participações especiais
- Milton Nascimento em "O Sol"
- Marcelo Falcão em "Você Precisa de Alguém"

## Desempenho nas Paradas Musicais

### Singles
| Ano  | Single                                          | Melhores posições | Melhores posições | Certificações |
| Ano  | Single                                          | Billboard         | Billboard Pop     | Certificações |
| ---- | ----------------------------------------------- | ----------------- | ----------------- | ------------- |
| 2017 | "Pra Quando Você Se Lembrar de Mim"             | 60                | 12                |               |
| 2018 | "Você Precisa de Alguém" (Part. Marcelo Falcão) | 57                | 12                |               |
| 2018 | "Morrer de Amor"                                | 58                | 3                 |               |

## Certificações e vendas
| Região                                                        | Certificação | Unidades/vendas |
| ------------------------------------------------------------- | ------------ | --------------- |
| Brasil (PMB)                                                  | Platina      | - 40.000‡       |
| ‡vendas+valores de streaming baseados somente na certificação |              |                 |